# Pomnik Wacława Milke
Pomnik Wacława Milke w Płocku – ławeczka pomnikowa znajdująca się na Starym Rynku w Płocku upamiętniająca założyciela najstarszego dziecięcego Zespołu Pieśni i Tańca "Dzieci Płocka", działacza społecznego Wacława Milke. Druh Milke związany był z Płockiem, w roku 1975 został Płocczaninem Roku. Został odznaczony: Orderem Uśmiechu, Krzyżem Wielkim Orderu Odrodzenia Polski, Złotym Krzyżem Zasługi i Medalem Komisji Edukacji Narodowej.

## Inicjatywa
Członkowie dwóch organizacji pozarządowych: Stowarzyszenia ”Starówka Płocka” oraz Stowarzyszenia Przyjaciół Harcerskiego Zespołu Pieśni i Tańca „Dzieci Płocka”, już na pogrzebie druha Wacława Milke w dniu 14 maja 2008 roku postanowili, że pamięć o Nim nie może umrzeć. Zaprosili wszystkich do ufundowania epitafium w Katedrze Płockiej oraz „pomnika – ławeczki” na Starym Rynku w Płocku.

## Odsłonięcie
7 czerwca 2009 w Katedrze Płockiej biskup Piotr Libera poświęcił Tablicę pamiątkową poświęconą Wacławowi Milke.
Spiżowy pomnik naturalnej wielkości został odsłonięty w dniu urodzin Wacława Milke - 14 czerwca 2010 r., na Starym Rynku w pobliżu Domu Darmstadt w Płocku. Autorem pomnika jest rzeźbiarz Wojciech Gryniewicz. W odsłonięciu pomnika wzięli udział: wiceszef Stowarzyszenia "Starówka Płocka" Krzysztof Kamiński, prezydent Płocka Mirosław Milewski, Jarosław Wanecki, Julia Pitera oraz Marszałek Województwa Mazowieckiego Adam Struzik oraz mieszkańcy miasta, przedstawiciele władz, wraz z Partnerami i Przyjaciółmi Akcji.